# Vaccinium nubigenum
Vaccinium nubigenum är en ljungväxtart som beskrevs av Merritt Lyndon Fernald. Vaccinium nubigenum ingår i Blåbärssläktet, och familjen ljungväxter. Inga underarter finns listade i Catalogue of Life.